# Sindaci di Terni
Di seguito l'elenco cronologico dei sindaci di Terni e delle altre figure apicali equivalenti che si sono succedute nel corso della storia.

## Regno d'Italia (1860-1946)
| Sindaci nominati dal governo (1861-1889)                   | Sindaci nominati dal governo (1861-1889)    | Sindaci nominati dal governo (1861-1889) | Sindaci nominati dal governo (1861-1889) | Sindaci nominati dal governo (1861-1889) | Sindaci nominati dal governo (1861-1889) | Sindaci nominati dal governo (1861-1889) | Sindaci nominati dal governo (1861-1889) |
| Nominativo                                                 | Nominativo                                  | Partito                                  | Partito                                  | Mandato                                  | Mandato                                  |                                          |                                          |
| Nominativo                                                 | Nominativo                                  | Partito                                  | Partito                                  | Inizio                                   | Fine                                     |                                          |                                          |
| ---------------------------------------------------------- | ------------------------------------------- | ---------------------------------------- | ---------------------------------------- | ---------------------------------------- | ---------------------------------------- | ---------------------------------------- | ---------------------------------------- |
|                                                            | Pompeo di Campello (Commissario regio)      | –                                        | –                                        | 1860                                     | 1861                                     |                                          |                                          |
|                                                            | Giuseppe Nicoletti                          |                                          | Destra storica                           | 1861                                     | 1869                                     |                                          |                                          |
|                                                            | Bernardino Faustini                         |                                          | Sinistra storica                         | 1869                                     | 1879                                     |                                          |                                          |
|                                                            | Pietro Caraciotti                           |                                          | Destra storica                           | 1879                                     | 1883                                     |                                          |                                          |
|                                                            | Alceo Massarucci                            |                                          | Sinistra storica                         | 1883                                     | 1884                                     |                                          |                                          |
|                                                            | Alessandro Fabri                            |                                          | Sinistra storica                         | 1884                                     | 1885                                     |                                          |                                          |
|                                                            | Alceo Massarucci                            |                                          | Sinistra storica                         | 1887                                     | 1888                                     |                                          |                                          |
| Sindaci eletti dal Consiglio comunale (1889-1927)          |                                             |                                          |                                          |                                          |                                          |                                          |                                          |
| Nominativo                                                 | Nominativo                                  | Partito                                  | Partito                                  | Mandato                                  | Mandato                                  |                                          |                                          |
| Nominativo                                                 | Nominativo                                  | Partito                                  | Partito                                  | Inizio                                   | Fine                                     |                                          |                                          |
|                                                            | Gustavo Giansanti                           | ?                                        | ?                                        | 1891                                     | 1892                                     |                                          |                                          |
|                                                            | Alessandro Fabri                            |                                          | Sinistra storica                         | 1892                                     | 1893                                     |                                          |                                          |
|                                                            | Alceo Massarucci                            |                                          | Sinistra storica                         | 1893                                     | 1894                                     |                                          |                                          |
|                                                            | Giovanni Mattioni                           |                                          | Sinistra storica                         | 1899                                     | 1900                                     |                                          |                                          |
|                                                            | Giulio Silvestri                            |                                          | Destra storica                           | 1900                                     | 1901                                     |                                          |                                          |
|                                                            | Domenico Claradonna                         | ?                                        | ?                                        | 1901                                     | 1902                                     |                                          |                                          |
|                                                            | Salvatore Salvatori                         | ?                                        | ?                                        | 1903                                     | 1903                                     |                                          |                                          |
|                                                            | Giovanni Mattioni                           | ?                                        | ?                                        | 1903                                     | 1905                                     |                                          |                                          |
|                                                            | Vittorio Faustini                           |                                          | Sinistra storica                         | 1905                                     | 1914                                     |                                          |                                          |
|                                                            | Pietro Setacci                              |                                          | Unione Liberale                          | 1915                                     | 1916                                     |                                          |                                          |
|                                                            | Alessandro Fabri                            |                                          | Partito Socialista Italiano              | 1916                                     | 1918                                     |                                          |                                          |
|                                                            | Renato Malinverno (Commissario prefettizio) | –                                        | –                                        | 1918                                     |                                          |                                          |                                          |
|                                                            | Tito Oro Nobili                             |                                          | Partito Socialista Italiano              | 1920                                     | 1921                                     |                                          |                                          |
|                                                            | Mariano Cittadini                           |                                          | Partito Nazionale Fascista               | 1923                                     | 1924                                     |                                          |                                          |
|                                                            | Giovanni Santini                            |                                          | Partito Nazionale Fascista               | 1924                                     | 1926                                     |                                          |                                          |
|                                                            | Ercole Felice Montani                       |                                          | Partito Liberale Italiano                | 1926                                     | 1927                                     |                                          |                                          |
| Podestà nominati dal governo (1927-1944)                   |                                             |                                          |                                          |                                          |                                          |                                          |                                          |
| Nominativo                                                 | Nominativo                                  | Partito                                  | Partito                                  | Mandato                                  | Mandato                                  |                                          |                                          |
| Nominativo                                                 | Nominativo                                  | Partito                                  | Partito                                  | Inizio                                   | Fine                                     |                                          |                                          |
|                                                            | Elia Rossi Passavanti                       |                                          | Partito Nazionale Fascista               | 1927                                     | 1928                                     |                                          |                                          |
|                                                            | Lorenzo Amati                               |                                          | Partito Nazionale Fascista               | 1928                                     | 1929                                     |                                          |                                          |
|                                                            | Almo Pianetti                               |                                          | Partito Nazionale Fascista               | 1932                                     | 1940                                     |                                          |                                          |
|                                                            | Guido Girardi                               |                                          | Partito Nazionale Fascista               | 1940                                     | 1943                                     |                                          |                                          |
| Sindaci del periodo costituzionale transitorio (1944-1946) |                                             |                                          |                                          |                                          |                                          |                                          |                                          |
| Nominativo                                                 | Nominativo                                  | Partito                                  | Partito                                  | Mandato                                  | Mandato                                  |                                          |                                          |
| Nominativo                                                 | Nominativo                                  | Partito                                  | Partito                                  | Inizio                                   | Fine                                     |                                          |                                          |
|                                                            | Comunardo Morelli                           |                                          | Partito Comunista Italiano               | 1944                                     | 1946                                     |                                          |                                          |

## Repubblica Italiana (dal 1946)
| Sindaci eletti dal Consiglio comunale (1946-1993)    | Sindaci eletti dal Consiglio comunale (1946-1993)     | Sindaci eletti dal Consiglio comunale (1946-1993) | Sindaci eletti dal Consiglio comunale (1946-1993) | Sindaci eletti dal Consiglio comunale (1946-1993) | Sindaci eletti dal Consiglio comunale (1946-1993) | Sindaci eletti dal Consiglio comunale (1946-1993) | Sindaci eletti dal Consiglio comunale (1946-1993) | Sindaci eletti dal Consiglio comunale (1946-1993) |
| Nominativo                                           | Nominativo                                            | Partito                                           | Partito                                           | Giunta                                            | Giunta                                            | Mandato                                           | Mandato                                           | Elezione                                          |
| Nominativo                                           | Nominativo                                            | Partito                                           | Partito                                           | Giunta                                            | Giunta                                            | Inizio                                            | Fine                                              | Elezione                                          |
| ---------------------------------------------------- | ----------------------------------------------------- | ------------------------------------------------- | ------------------------------------------------- | ------------------------------------------------- | ------------------------------------------------- | ------------------------------------------------- | ------------------------------------------------- | ------------------------------------------------- |
|                                                      | Comunardo Morelli                                     |                                                   | Partito Comunista Italiano                        |                                                   | PCI-PSI-PRI                                       | 1946                                              | 1948                                              | Elezione 1946                                     |
|                                                      | Luigi Michiorri                                       |                                                   | Partito Comunista Italiano                        | 1948                                              | PCI-PSI-PRI                                       | 1952                                              |                                                   | Elezione 1946                                     |
|                                                      | Luigi Michiorri                                       | PCI-PSI-PRI                                       | Partito Comunista Italiano                        | 1952                                              | 1955                                              | Elezione 1952                                     |                                                   |                                                   |
|                                                      | Emilio Secci                                          | PCI-PSI-PRI                                       |                                                   | Partito Comunista Italiano                        | 1955                                              | Elezione 1952                                     | 1956                                              |                                                   |
|                                                      | Emilio Secci                                          | PCI                                               | 1956                                              | Partito Comunista Italiano                        | 1958                                              | Elezione 1956                                     |                                                   |                                                   |
|                                                      | Ezio Ottaviani                                        | PCI                                               |                                                   | Partito Comunista Italiano                        | 1958                                              | Elezione 1956                                     | 1960                                              |                                                   |
|                                                      | Ezio Ottaviani                                        | PCI                                               | 1960                                              | Partito Comunista Italiano                        | 1964                                              | Elezione 1960                                     |                                                   |                                                   |
|                                                      | Ezio Ottaviani                                        | PCI                                               | 1964                                              | Partito Comunista Italiano                        | 1970                                              | Elezione 1964                                     |                                                   |                                                   |
|                                                      | Dante Sotgiu                                          |                                                   | Partito Comunista Italiano                        |                                                   | PCI                                               | 1970                                              | 1975                                              | Elezione 1970                                     |
|                                                      | Dante Sotgiu                                          | PCI                                               | Partito Comunista Italiano                        | 1975                                              | 1978                                              | Elezione 1975                                     |                                                   |                                                   |
|                                                      | Giacomo Porrazzini                                    | PCI                                               |                                                   | Partito Comunista Italiano                        | 1978                                              | Elezione 1975                                     | 1980                                              |                                                   |
|                                                      | Giacomo Porrazzini                                    | PCI                                               | 1980                                              | Partito Comunista Italiano                        | 1985                                              | Elezione 1980                                     |                                                   |                                                   |
|                                                      | Giacomo Porrazzini                                    | PCI                                               | 1985                                              | Partito Comunista Italiano                        | 1990                                              | Elezione 1985                                     |                                                   |                                                   |
|                                                      | Mario Todini                                          |                                                   | Partito Socialista Italiano                       |                                                   | PCI-PSI                                           | 1990                                              | 1993                                              | Elezione 1990                                     |
|                                                      | Federico Filippo De Marinis (Commissario prefettizio) | –                                                 | –                                                 | –                                                 | –                                                 | 18 gennaio 1993                                   | 20 giugno 1993                                    | –                                                 |
| Sindaci eletti direttamente dai cittadini (dal 1993) |                                                       |                                                   |                                                   |                                                   |                                                   |                                                   |                                                   |                                                   |
| Nominativo                                           | Nominativo                                            | Partito                                           | Partito                                           | Coalizione                                        | Coalizione                                        | Mandato                                           | Mandato                                           | Elezione                                          |
| Nominativo                                           | Nominativo                                            | Partito                                           | Partito                                           | Coalizione                                        | Coalizione                                        | Inizio                                            | Fine                                              | Elezione                                          |
|                                                      | Gianfranco Ciaurro                                    |                                                   | Partito Liberale Italiano (1993-1994)             |                                                   | L. civica                                         | 20 giugno 1993                                    | 11 maggio 1997                                    | Elezione 1993                                     |
|                                                      | Gianfranco Ciaurro                                    | Forza Italia (1994-1999)                          |                                                   |                                                   | L. civica                                         | 20 giugno 1993                                    | 11 maggio 1997                                    | Elezione 1993                                     |
|                                                      | Gianfranco Ciaurro                                    | FI-AN                                             | 11 maggio 1997                                    | 18 febbraio 1999                                  | Elezione 1997                                     |                                                   |                                                   |                                                   |
|                                                      | Giuliano Lalli (Commissario prefettizio)              | –                                                 | –                                                 | –                                                 | –                                                 | 18 febbraio 1999                                  | 14 giugno 1999                                    | –                                                 |
|                                                      | Paolo Raffaelli                                       |                                                   | Democratici di Sinistra                           |                                                   | DS-PPI-PRC-PdCI-SDI-Dem                           | 14 giugno 1999                                    | 12 giugno 2004                                    | Elezione 1999                                     |
|                                                      | Paolo Raffaelli                                       | DS-DL-PRC-PdCI-SDI-UDEUR                          | Democratici di Sinistra                           | 12 giugno 2004                                    | 22 giugno 2009                                    | Elezione 2004                                     |                                                   |                                                   |
|                                                      | Leopoldo Di Girolamo                                  |                                                   | Partito Democratico                               |                                                   | PD-FdS-SEL-IdV-L. civiche                         | 22 giugno 2009                                    | 26 maggio 2014                                    | Elezione 2009                                     |
|                                                      | Leopoldo Di Girolamo                                  | PD-SEL-L. civiche                                 | Partito Democratico                               | 26 maggio 2014                                    | 22 febbraio 2018                                  | Elezione 2014                                     |                                                   |                                                   |
|                                                      | Antonino Cufalo (Commissario prefettizio)             | –                                                 | –                                                 | –                                                 | –                                                 | 22 febbraio 2018                                  | 26 giugno 2018                                    | –                                                 |
|                                                      | Leonardo Latini                                       |                                                   | Lega per Salvini Premier                          |                                                   | LSP-FI-FdI-L. civiche                             | 26 giugno 2018                                    | 31 maggio 2023                                    | Elezione 2018                                     |
|                                                      | Stefano Bandecchi                                     |                                                   | Alternativa Popolare                              |                                                   | AP-Italexit-L. civiche                            | 31 maggio 2023                                    | in carica                                         | Elezione 2023                                     |